# Ebonit
 For alternative betydninger, se Gummi. (Se også artikler, som begynder med Gummi)
Ebonit var varemærket for en meget hård gummi, der først blev fremstillet af Charles Goodyear ved at vulkanisere gummi i længere perioder. Ud over naturgummi indeholder ebonit omkring 25% til 80% svovl og linolie. Navnet på stoffet hentyder til dets anvendelse som en erstatning for træet ibenholt, der på engelsk kaldes ebony.
Stoffet kendes generelt under betegnelsen hårdtgummi og er tidligere også solgt under mærket "vulcanite",; betegnelsen bruges i dag i stedet om mineralet  vulcanit.

## Anvendelser
Stoffet anvendes til bowlingkugler, elektriske komponenter, mundstykker til piber, fyldepenne og blækholdere til samme, mundstykker til saxofoner og klarinetter såvel som til hele klarinetter. Materialet benyttes undertiden til møbelhjul og anvendes i fysiskundervisningen til at demonstrere statisk elektricitet.
Hårdtgummi blev førhen anvendt til karrene til bilbatterier og var derved anledningen til den tradition, at et bilbatteri skulle være sort, selv om andre materialer erstattede ebonitten. 
Materialet har også været brugt til kamme fra firmaet Ace, der nu er en del af Newell Rubbermaid. I dag bruges andre materialer. Man kan ofte afgøre, om et produkt er fremstillet af ebonit ved at gnide kraftigt på det eller holde det kortvarigt under den varme hane. Man kan da lugte det store indhold af svovl. 
Ebonit benyttes som beskyttelse mod korrosion i nogle beholdere til saltsyre. Det danner bobler, hvis det udsættes for flussyre i længere tid. 

## Egenskaber
Materialet er skørt, hvilket kunne give problemer med anvendelsen til bilbatterier. Derfor er denne anvendelse stort set ophørt, i stedet bruges polypropylen.
Under påvirkning af sollyset dannes små mængder svovlsyre på overfladen, hvilket kan ændre overfladefarven i retning af det grå, grønne eller hvidlige. 
Det er en god isolator.

## Kontaminering af materialet
Anvendelsen til elektriske komponenter var besværet af metalafsmitning på overfladen, når stoffet under fabrikationen blev valset mellem metalfolie. Derfor blev overfladen ofte afslebet. 

## Historie
Charles Goodyears broder Nelson Goodyear eksperimenterede med ebonits kemi og egenskaber. I 1851 eksperimenterede han med at bruge zinkoxid som fyldstof.